# Beleg van Gulik (1610)
Het Beleg van Gulik in 1610 was een belegering van de stad Gulik, door het Staatse leger onder leiding van Maurits van Nassau, de latere prins van Oranje, en het Franse leger onder leiding van maarschalk De La Chátre, ten tijde van de Gulik-Kleefse Successieoorlog. Het viel ook in het Twaalfjarig Bestand tijdens de Tachtigjarige Oorlog. Het beleg duurde van 29 juli tot 2 september, waarna Gulik eervol bij verdrag werd overgegeven aan de belegeraars.

## Aanloop
Na de moord op Hendrik IV van Frankrijk door François Ravaillac verloren de Staatsen een goede vriend en bondgenoot. Ook in het hertogdom Kleef en omringende landen werd dat zo ervaren. Frankrijk bleef deze steunen en had aan de Staten hulp verzocht om de stad Gulik in te nemen, omdat zij er niet in slaagden de stad in te nemen. De oorlog om deze stad was begonnen naar aanleiding van het overlijden van Johan Willem, hertog van Gulik en Kleef (25 maart 1609), waardoor verschillende prinsen de opvolging van hen betwistten. Deze "Gulikse" of "Guliks-Kleefse kwestie" mondde uit in de Gulik-Kleefse Successieoorlog, die zou duren tot het Verdrag van Xanten dat in 1614 werd afgesloten. De voornaamsten die naar de hertogelijke titel dongen, waren Johan Sigismund van Brandenburg en Wolfgang Willem van Palts-Neuburg, beiden zwager van Johan Willem. Wegens de protestantse godsdienst van deze kandidaten liet keizer Rudolf II, teneinde het gebied voor het rooms-katholicisme te behouden, de stad Gulik door Leopold X van Oostenrijk te bezetten.
 Omdat de Staten hun protestantse bondgenoten wilden steunen, besloten ze zich in de strijd te mengen (terwijl men op 9 april 1609 net het Twaalfjarig Bestand had gesloten met Spanje!).
Bij de Staten bestond aanvankelijk twijfel, of men wel genoeg legertroepen tot haar beschikking had die steun te kunnen bieden en uit vrees dat de Aartshertog hier geen toestemming voor zou geven, en dat het beleg voortijdig afgebroken zou moeten worden. Toen Frankrijk ook troepen toezegde, trok Maurits van Nassau op 27 juli 1610 door Spaans Gelre met 14.000 man infanterie en 3.000 man cavalerie zonder dat aartshertog Albrecht van Oostenrijk hem dit kwalijk nam.

## Beleg
Op 29 juli was Maurits ter plaatse, en nam meteen voorbereidingen tot het beleg. Regentes van Frankrijk, Maria de' Medici had intussen de maarschalk De La Chátre gezonden. Deze was niet verder gekomen dan Trier, en gaf aan dat zijn leger niet groot genoeg was om zonder gevaar Gulik te bereiken. Hij verlangde dat er niet tot een belegering over gegaan zou worden, voordat hij ook aanwezig was. Men ontdekte dat de maarschalk tot een gerechtelijke beslaglegging wilde overgaan zodra de stad ingenomen was. Maurits zond enkele compagnieën naar De La Chátre, en beloofde hem met het gehele Staatse leger komen bij te staan, indien de Spaanse veldheer Ambrogio Spinola hem de doortocht zou beletten. Intussen maakte Maurits vorderingen tijdens het beleg. Hij had het leger approches laten graven, en de buitenwerken van de stad waren inmiddels geslecht. Maurits vreesde dat de stad zou vallen voordat De La Chátre aanwezig was. Zodoende was hij op 18 augustus ter plaatse. Toen Maurits de Franse troepen kwam bezichtigen liet De La Chátre zijn uitgedoste troepen in slagorde opstellen en paraderen. Het leger bestond uit 5.200 Franse- en 3.300 man Zwitserse troepen. De La Chátre zag ook Maurits' troepen opgesteld staan, en voerden op gedisciplineerde wijze krijgshandelingen uit. Daarop begon het beleg. Maurits liet zijn geschut de kazematten en stadswallen beschieten. Op 25 augustus schoten zij grote gaten in de escarpen waardoor zij 's nachts op 26 augustus door de stadsgracht de stad konden bestormen en de bedekte weg van het bastion wisten te bereiken. Daarbij was opmerkelijk weinig tegenstand gekomen van de verdedigers. Er werden gaten gehakt in het metselwerk, en mijnen geplaatst. Intussen liet Maurits bij dageraad op 27 augustus de stad opeisen, waarop de stad drie dagen bedenktijd vroeg. Maurits ging verder met de belegering. Hij liet de beschietingen op stad en kasteel verdubbelen en op op 29 augustus was de ondermijning voltooid. De verdedigers hadden de ondermijning bemerkt, en wierpen granaten, waardoor vijf van Maurits' mijnleggers omkwamen. Maurits liet daarop ook een mijn ontploffen, maar deze bracht weinig schade aan de stad. Maurits ging daarop verder met de ondermijning. Toen Maurits wetenschap kreeg dat de belegeraars dat ook deden, liet hij een mijn met twee tonnen buskruit springen. De verdedigers hadden drie tonnen geplaatst, die daardoor ook ontploften, en grote schade aan de wal aanbrachten. Dit bracht zoveel schrik binnen de stad dat zij meteen een onderhandelaar zonden. In de nacht van 1 op 2 september gaf de stad zich op eerlijke voorwaarden over.

## Nasleep

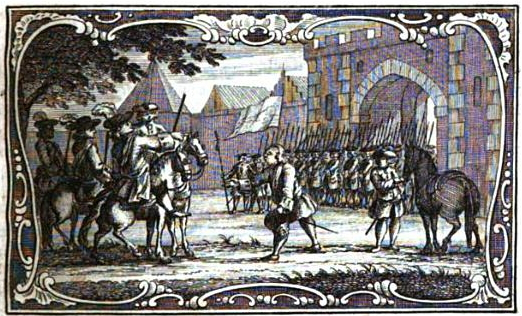
Gouverneur Rauschenburg neemt afscheid.

Gouverneur Rauschenburg trok daarop met 1.500 soldaten de stad uit. Met slaande trom, vliegende vaandels, wapens en munitie, brandende lonten en kogels in de mond. Toen hij de vorsten zag, steeg hij van zijn paard af, groette hen, en nam beleefd afscheid. Hij gaf daarbij De La Chátre een hand. Hij wilde dat ook bij de vorst van Brandenburg en andere vorsten doen, maar deze zei: "Gaat heen, daar is uwe weg". Het kasteel Bredenbent werd de dag erop overgegeven. De stad werd overgedragen aan de vorsten van Brandenburg en Nieuwburg. Kapitein Pithaan uit het regiment van Ernst Casimir van Nassau-Dietz werd als gouverneur van Gulik aangesteld. Op 9 september vertrok De La Chátre weer terug naar Frankrijk. Maurits vertrok op 18 september naar de Schenkenschans om de aartshertog geen vermoeden te geven dat hij daar met andere oogmerken zou verblijven.